# De Nederlandsche Bank
De Nederlandsche Bank (DNB) – bank centralny Holandii, którego siedziba znajduje się w Amsterdamie przy ul. Spaklerweg 4.

## Historia
Bank został założony w 1814 roku w Amsterdamie przez Wilhelma I.

## Prezydenci
Na czele De Nederlandsche Bank stoi prezydent. Jest on mianowany na okres siedmiu lat.
| Nr | Początek Kadencji | Koniec Kadencji | Imię i nazwisko            |
| -- | ----------------- | --------------- | -------------------------- |
| 1  | 1814              | 1816            | Paul Iwan Hogguer          |
| 2  | 1816              | 1827            | Jan Hodshon                |
| 3  | 1827              | 1828            | Jaques Teysset             |
| 4  | 1828              | 1835            | Jacob Fock                 |
| 5  | 1835              | 1844            | Willem Mogge Muilman       |
| 6  | 1844              | 1858            | Abraham Fock               |
| 7  | 1858              | 1863            | Hendrik Croockewit         |
| 8  | 1863              | 1884            | Willem Mees                |
| 9  | 1885              | 1891            | Nicolaas Pierson           |
| 10 | 1891              | 1912            | Norbertus van den Berg     |
| 11 | 1912              | 1931            | Gerard Vissering           |
| 12 | 1931              | 1941            | Leonardus Trip             |
| 13 | 1941              | 1945            | Meinoud Rost van Tonningen |
| 14 | 1945              | 1946            | Leonardus Trip             |
| 15 | 1946              | 1967            | Marius Holtrop             |
| 16 | 1967              | 1981            | Jelle Zijlstra             |
| 17 | 1982              | 1997            | Wim Duisenberg             |
| 18 | 1997              | 2011            | Nout Wellink               |
| 19 | 2011              | teraz           | Klaas Knot                 |